# Ewangelickie Seminarium Kaznodziejskie i Szkoła Teologiczna w Poznaniu

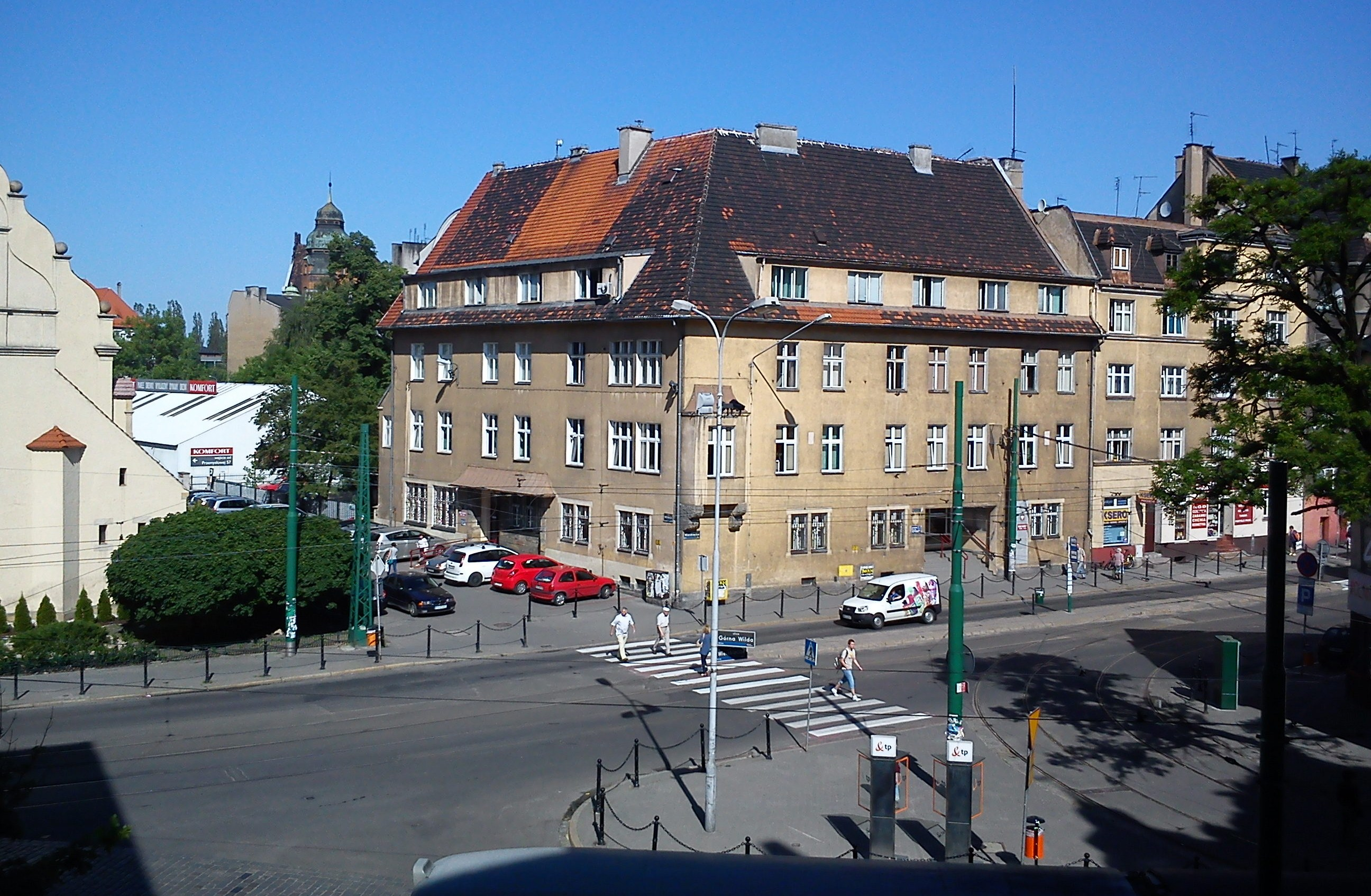
Siedziba Ewangelickiego Seminarium Kaznodziejskiego w Poznaniu przy ul. Wierzbięcice 45

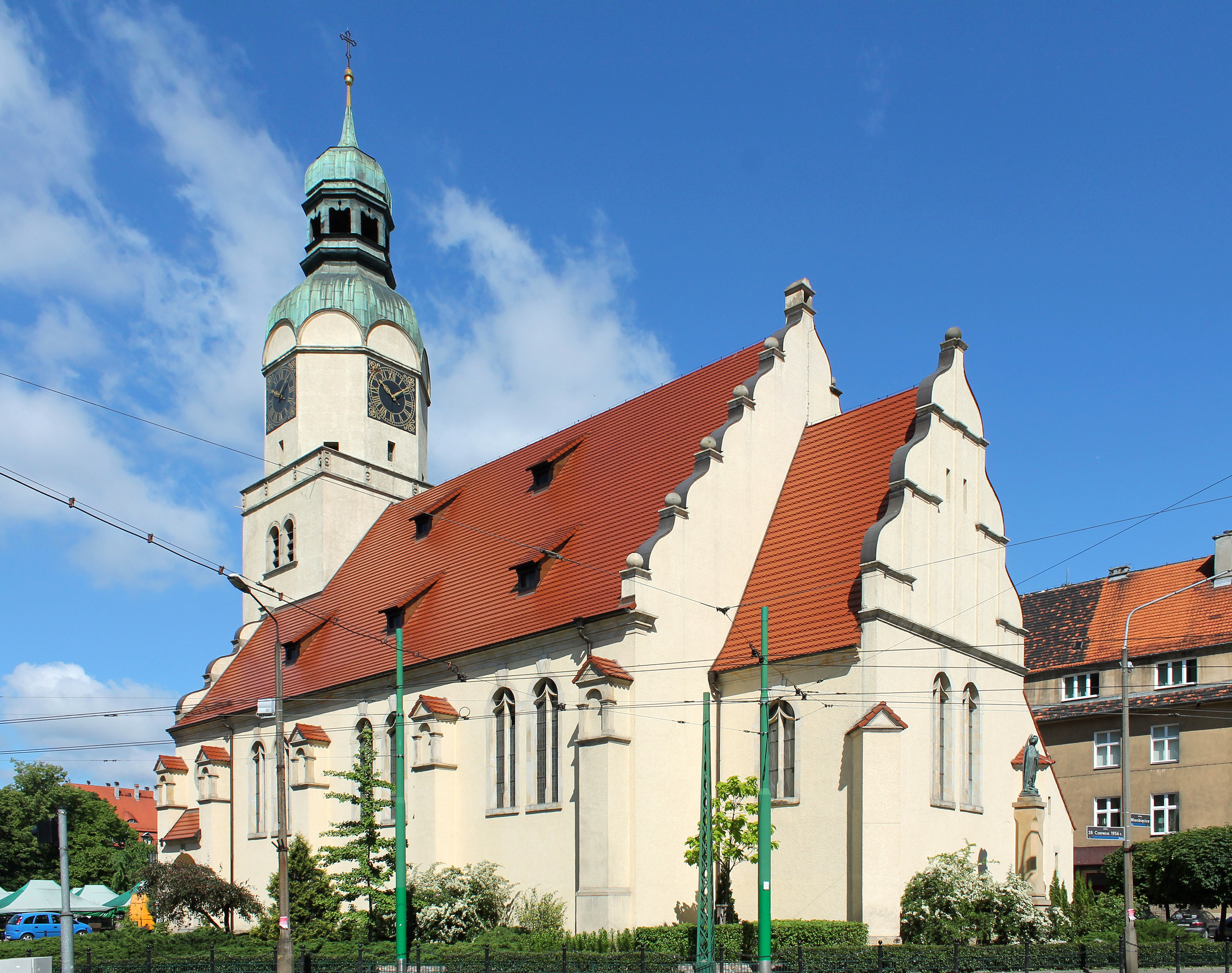
Dawny ewangelicki kościół św. Mateusza w Poznaniu, położony w sąsiedztwie siedziby Ewangelickiego Seminarium Kaznodziejskiego (obecnie rzymskokatolicki kościół Maryi Królowej)

Ewangelickie Seminarium Kaznodziejskie i Szkoła Teologiczna w Poznaniu (niem. Evangelisches Predigerseminar und Theologische Schule in Posen) – utworzona w Poznaniu w 1921 przez władze Ewangelickiego Kościoła Unijnego w Polsce uczelnia teologiczna mająca na celu kształcenie pastorów dla niemieckich Kościołów ewangelickich w Polsce. Po II wojnie światowej nie wznowiła działalności. Określana była także jako Wyższa Szkoła Teologiczna w Poznaniu. Od 1923 mieściła się przy ulicy Wierzbięcice 45.
Instytucja została utworzona w 1921 przez mający siedzibę w Poznaniu konsystorz Ewangelickiego Kościoła Unijnego w Polsce. Wyjaśniając jej genezę Woldemar Gastpary napisał: „Ponieważ polskie władze państwowe wymagały od kandydatów na duchownych odbycia przynajmniej części studiów na krajowej uczelni teologicznej, Kościół unijny w roku 1921 założył w Poznaniu teologiczne seminarium ewangelickie, które potem miało być rozbudowane do rangi fakultetu teologicznego, oprócz tego miał seminarium dla kandydatów po ukończeniu studiów teologicznych. W praktyce wyglądało to tak, że kandydaci przez trzy semestry uczęszczali do seminarium teologicznego w Poznaniu, następnie na sześć semestrów szli na wydział teologiczny jednego z uniwersytetów niemieckich, zaś po ukończeniu studiów teologicznych na rok do seminarium dla kandydatów dla duchownych”.
Uczelnią zarządzało kuratorium w składzie: superintendent generalny Ewangelickiego Kościoła Unijnego w Polsce, przewodniczący synodu tego Kościoła, prawnik będący członkiem synodu i dziekan uczelni wybierany przez jej profesorów. Bieżącą działalnością uczelni kierował dziekan. Pierwszym dziekanem był pastor Adolf Schneider, a po jego śmierci w 1928 funkcję tę objął Richard Hildt (opuścił Poznań w 1940).
Do grona wykładowców należeli poza już wymienionymi Adolfem Schneiderem i Richardem Hildtem: Karl Berger, Wilhelm Bickerich, Paul Blau, Johannes Horst, Ernst Kienitz, Harald Kruska, Arthur Rhode, Arnold Starke.
W sprawozdaniu pt. Evangelisches Predigerseminar und Theologische Schule in Posen. Bericht über das Studienjahr 1929 podano, że w uczelni w roku 1930/1931 studiują 42 osoby, w tym 33 należące do parafii ewangelicko-unijnych.
Poznańska uczelnia była antagonistycznie nastawiona do Wydziału Teologii Ewangelickiej Uniwersytetu Warszawskiego, którą postrzegała jako instytucję niechętną niemczyźnie.
Siedzibą uczelni od 1923 był wzniesiony w 1912 budynek należący do parafii ewangelicko-unijnej św. Mateusza położony przy ulicy Wierzbięcice 45. Po II wojnie światowej w budynku umieszczono Urząd Skarbowy Poznań-Wilda, który działał w nim do końca listopada 2017. Właścicielem obiektu jest Parafia Ewangelicko-Augsburska w Poznaniu.